# Che-čou
Che-čou (čínsky pchin-jinem Hézhōu, znaky 贺州) je městská prefektura v Čínské lidové republice. Leží na východní hranici autonomní oblasti Kuang-si, na severu hraničí s provincií Chu-nan a na východě s provincií Kuang-tung. V okolí města roste více než 1 040 druhů rostlin a téměř 130 speciálních druhů ptactva.
Celá prefektura má rozlohu 11 854 čtverečních kilometrů a v roce 2020 v ní žilo přes dva milióny obyvatel, zejména Chanů (83,5 % k roku 2010), Jaů (12,3 % k roku 2010), Čuangů (4 % k roku 2010).

## Poloha
Prefektura leží v oblasti Kuang-si, kde sousedí s prefekturami Kuej-lin na západě a s Wu-čou na jihu. Na východě hraničí s provincí Kuang-tung a na severu s provincií Chu-nan.

## Administrativní členění
Městská prefektura Che-čou se člení na pět celků okresní úrovně, a sice dva městské obvody, dva okresy a jeden autonomní okres.
| městský obvod · Pa-pu městský obvod · Pching-kuej okres · Čao-pching okres · Čung-šan autonomní okres · Fu-čchuan |                |                       |                    |                                  |
| Název | Název          | Počet obyvatel (2020) | Rozloha km² (2020) | Hustota zalidnění (obyv. na km²) |
| český přepis | znaky          | Počet obyvatel (2020) | Rozloha km² (2020) | Hustota zalidnění (obyv. na km²) |
| Městské obvody |                |                       |                    |                                  |
| Pa-pu | 八步区         | 655 994               | 3 643              | 180                              |
| Pching-kuej | 平桂区         | 404 161               | 1 854              | 218                              |
| Okresy |                |                       |                    |                                  |
| Čao-pching | 昭平县         | 330 116               | 3 224              | 102                              |
| Čung-šan | 钟山县         | 351 057               | 1 472              | 239                              |
| Autonomní okres                                                                                                   |                |                       |                    |                                  |
| Fu-čchuan (jaoský)                                                                                                | 富川瑶族自治县 | 266 530               | 1 527              | 175                              |
| |                |                       |                    |                                  |
| Celkem | Celkem         | 2 007 858             | 11 720             | 171                              |